# Bank of Ireland
La Bank of Ireland ne doit pas être confondue avec la banque centrale d’Irlande avec laquelle elle n’a aucun rapport.

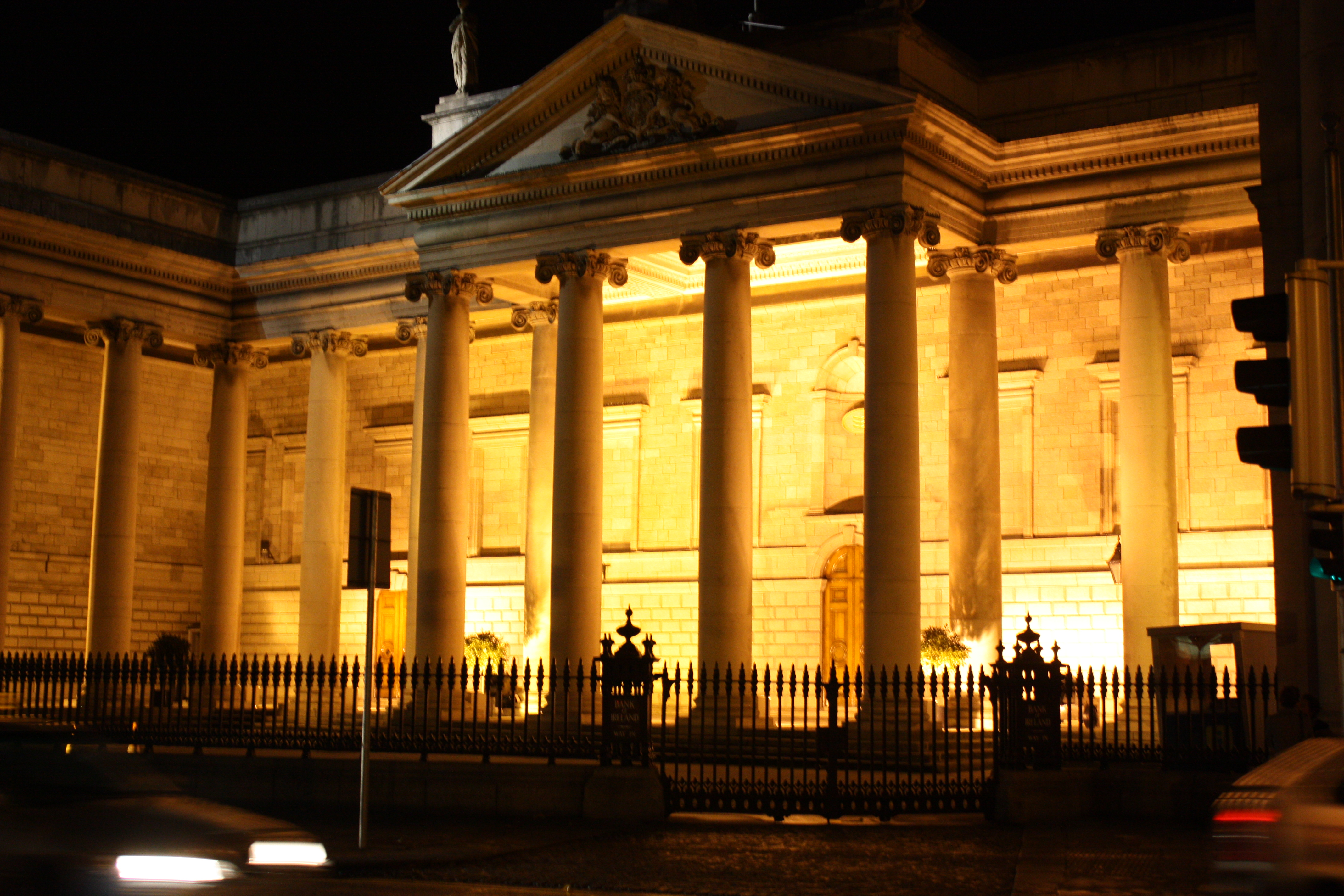
Le bâtiment de la Banque d'Irlande en 2010, à College Green, Dublin

La Bank of Ireland est une banque irlandaise. Fondée par Charte royale en 1783, elle est une banque privée opérant en Irlande, au Royaume-Uni et en Amérique du Nord. Bien qu'elle ait exercé la fonction de banquier du gouvernent irlandais, elle n'a jamais été la banque centrale de l'Irlande.

## Histoire
En 1783, la Bank of Ireland ouvre ses portes au public à l'abbaye de Mary, à Dublin. En 1808, la Bank of Ireland s'installe dans les locaux du College Green. En 1864, la Bank of Ireland paye ses premiers intérêts sur livret.
En 1922, la Bank of Ireland est officiellement nommée banque officielle du gouvernement irlandais. En 1926, la Bank of Ireland rachète la Banque nationale de crédit foncier (National Land Bank).
En 1958, la Bank of Ireland acquiert le capital social de l'« Hibernian Bank ». En 1965, la Bank of Ireland s'assure le contrôle des intérêts irlandais de la « National Bank ». En 1966, les filiales Bank of Ireland Asset Management (« banque de gestion de capitaux d'Irlande ») et Investment Bank of Ireland (« banque d'affaires d'Irlande ») sont créées. 1969 est marqué par la fusion des groupes précédemment cités et la formation du Bank of Ireland Group.
En 1981-1982, ses premières cartes de paiement sont commercialisées. En 1985, le groupe acquiert la société ICS Building Society. En 1987, le groupe acquiert la Bank of Ireland Home Mortgages au Royaume-Uni (banque des prêts hypothécaires à l'habitation d'Irlande) et se lance dans les assurances-vie. En 1988, la Bank of Ireland acquiert les actions du groupe Davy Stockholders (actuellement part estimée à 90,44 % du capital) et rachète le groupe First New Hampshire Bank. À partir de 1989, la banque assure les premiers services bancaires aux particuliers.
En 1990, les premières cartes VISA sont commercialisées et la même année est marquée par la création de la filiale « First Rate » (change). En 1991, la banque acquiert le groupe « Amoskeag, Bankeast and Nashua Trust » aux États-Unis. En 1992, la banque commercialise ses premières offres d'hypothèques aux particuliers. En 1993, la Bank of Ireland acquiert le groupe américain Great Bay Bank Shares. En 1994, la banque commercialise ses premiers services d'assurance aux particuliers.
En 1996, la Bank of Ireland lance sa filiale « Banking 365 Telephone Banking » (services par téléphone) et fusionne ses activités américaines avec le groupe Citizens Bank, lui assurant 23,5 % du capital du nouvel ensemble. En 1997, la Bank of Ireland lance sa filiale « Banking 365 Online Banking » (services par Internet) et acquiert les groupes « New Ireland Assurance » et « Bristol & West ».
En 1999, la Bank of Ireland vend des actions de Citizens Bank à la Royal Bank of Scotland. En 2000, la Bank of Ireland acquiert « Chase de Vere Investments ». En 2001, la Bank of Ireland acquiert « Moneyextra » et « Willis National Holdings » qui seront fusionnés pour former la filiale « MX Moneyextra Financial Solutions ». En 2002, le groupe installe ses premiers distributeurs automatiques. Par ailleurs, il fusionne son activité dans les devises étrangères avec le groupe « UK Post Office » et achète 61 % de « Iridian Asset Management ».
Les années 2003 - 2005 sont marquées par différentes acquisitions en Grande-Bretagne, Irlande et Canada.
En juillet 2021, Bank of Ireland annonce l'acquisition de Davy Stockbrokers, un courtier financier et gestionnaire d'actifs irlandais en difficulté à la suite d'un scandale, pour 440 millions d'euros.
En octobre 2021, KBC annonce la vente de ses activités en Irlande à Bank of Ireland, pour 5 milliards d'euros.

## Noms successifs
- 1783 : Bank of Ireland
- 1926 : National City Bank Ltd (banque de ville nationale Ltd).
- 1960 : Foster Finance Ltd, puis, Bank of Ireland Finance
- 1965 : National City Bank Ltd
- 1969 : Bank of Ireland Group

## Actionnaires
Liste des principaux actionnaires au 30 octobre 2019.
| État Irlandais                                  | 13,9% |
| Harris Associates                               | 5,31% |
| M&G Investment Management                       | 4,88% |
| Baillie Gifford                                 | 4,53% |
| Templeton Global Advisors                       | 3,04% |
| Templeton Investment Counsel                    | 3,00% |
| Capital Research & Management (World Investors) | 2,93% |
| The Vanguard Group                              | 2,41% |
| BlackRock Investment Management                 | 2,37% |
| Fidelity Management & Research                  | 2,20% |